# Qaraağac (Cəlilabad)
Qaraağac è un comune dell'Azerbaigian situato nel distretto di Cəlilabad. Conta una popolazione di 276 abitanti.